# フランス鉄道線路事業公社
フランス鉄道線路事業公社(Réseau Ferré de France,以下RFF)は、フランス国鉄（SNCF）の路線網を所有しメンテナンスを行う公的企業（商工業的公施設法人＝EPIC）である。
1997年に欧州連合の規定によってSNCFにも上下分離方式が導入され、列車の運行をSNCF、インフラの維持管理事業をRFFがそれぞれ受け持つこととなった。
RFFはSNCFのインフラ資産で構成され、負債はSNCFからRFFに移された。現在では、RFFは主に負債借り替えに集中した財政構造となっており、その契約上の大部分はSNCFに委任している。
その後、TGV路線拡大前提の建設計画で債務が増大したことや、RFFがダイヤ編成権を掌握していることに対してSNCFが不満を増していたことから、運輸省と国会を通じて再統合を目指す組織改革法案が国民議会で可決され、2015年1月1日をもって、SNCF傘下のインフラ保有部門「SNCF Réseau」として再出発することとなった。。